# 켄투리오

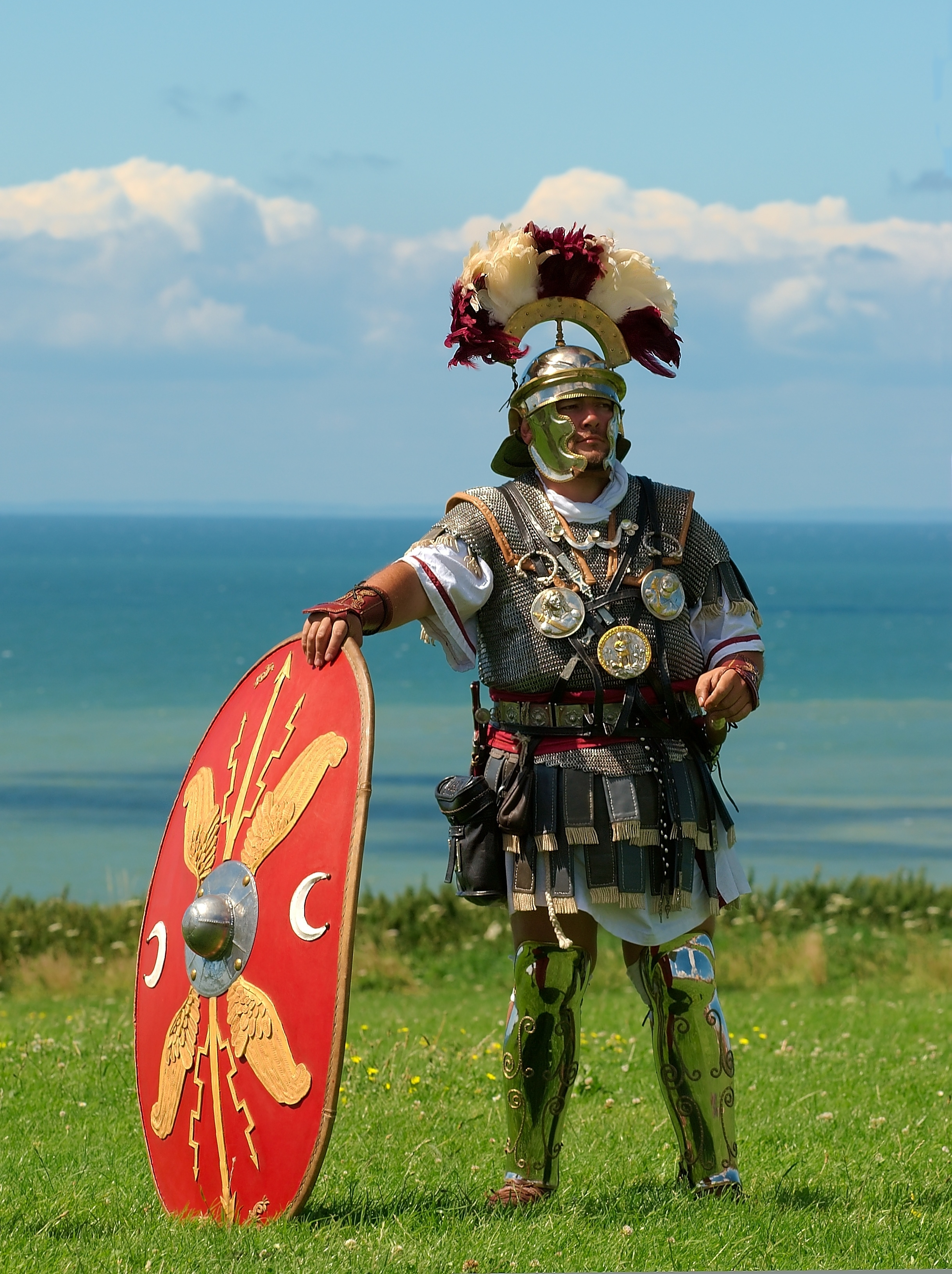
기원 후 70년 당시의 센추리언 복장을 복원한 모습

켄투리오(라틴어: centurio, 고대 그리스어: κεντυρίων, 영어: centurion 센추리온[*]) 혹은 백부장은 기원전 107년 마리우스 개혁이후 신설된 로마군 군단병의 계급이다. 60에서 80명 또는 종종 100명으로 이루어진 보병 중대장에 해당한다. 로마 제국군에서 켄투리오는 오늘날 부사관에 대응된다. 로마군의 군단에서 중요한 역할을 하며 또한 비전투시에도 군단병의 총괄을 실시하였다. 로마 해군에도 같은 직위가 존재하였다. 한글성서의 번역으론 백부장(百夫長, 개역한글판 성경전서), 백인대장(百人隊長, 공동번역성서)으로 부른다.
센추리언은 숫자 100을 의미하는 라틴어 첸툼(Centum)에서 기원하였다는 주장이 있으나, 반대 주장이 훨씬 많다.
켄투리오는 로마군단의 실질적인 중추로 뼈대를 형성한다. 천인장들이 대부분 귀족들로 구성된 반면 백인장은 대부분 평민으로 실질적으로 평민의 가장 높은 군대 계급이다. 그렇다 하더라도 로마군단에 입대하는 자격부터가 로마 시민권을 보유하고 있어야 했기 때문에 평민이라 하더라도 무시할 수 있는 신분이 아니었다. 평민이지만 로마 시민권 보유자 중에서 평민인지라 로마 시민권이 없는 사람에게는 상대적으로 귀족같이 보인다. 백인장들은 임기의 제한이 없고 죽을때까지도 그 직위를 유지하는게 가능하다. 일반 병사와 10배 이상의 급료차이가 있고 독립된 주거지가 주어진다. 게다가 전투에서 사용하는 갑주와 무기 등을 본인 마음대로 모양을 정하는 게 가능했다. 로마사회에서 백인장은 굉장히 높은 사회적인 지위와 명성을 얻으며 그에 따른 책임도 크다. 전투시 가장 최전선에 서서 군단의 뼈대를 형성하기 때문에 사망률이 로마군단에서 가장 높다.
보통 1개 군단에 60명의 백인장이 있으며 같은 백인장들 사이에도 계급의 차이가 세세히 구분되지만 실질적으로 수석백인장을 제외하고는 전부 수평적인 관계다. 프리무스 필루스라고 불리는 수석백인장은 제일보병대의 제일 백인대장을 역임하며 군단회의시 회의에 참석한다.현대 군대의 주임원사의 대응되며 실제 업무 또한 병사들과 백인대장의 의견을 전달하는 역할을 한다